# Zvítězíš, nebo zemřeš
Zvítězíš, nebo zemřeš (v anglickém originále You Win or You Die) je sedmý díl první řady středověkého fantasy seriálu Hra o trůny, vytvořeného na základě knih George R. R. Martina. Scénář napsali hlavní tvůrci seriálu David Benioff a D. B. Weiss, zatímco režie se již podruhé ujal Daniel Minahan. V USA měla epizoda premiéru 29. května 2011. Získala si převážně dobré hodnocení, méně kladné ohlasy si ale zasloužila scéna Petyra Baeliše, ve které „zaučuje“ dvě prostitutky.

## Děj

### Tábor Lannisterské armády

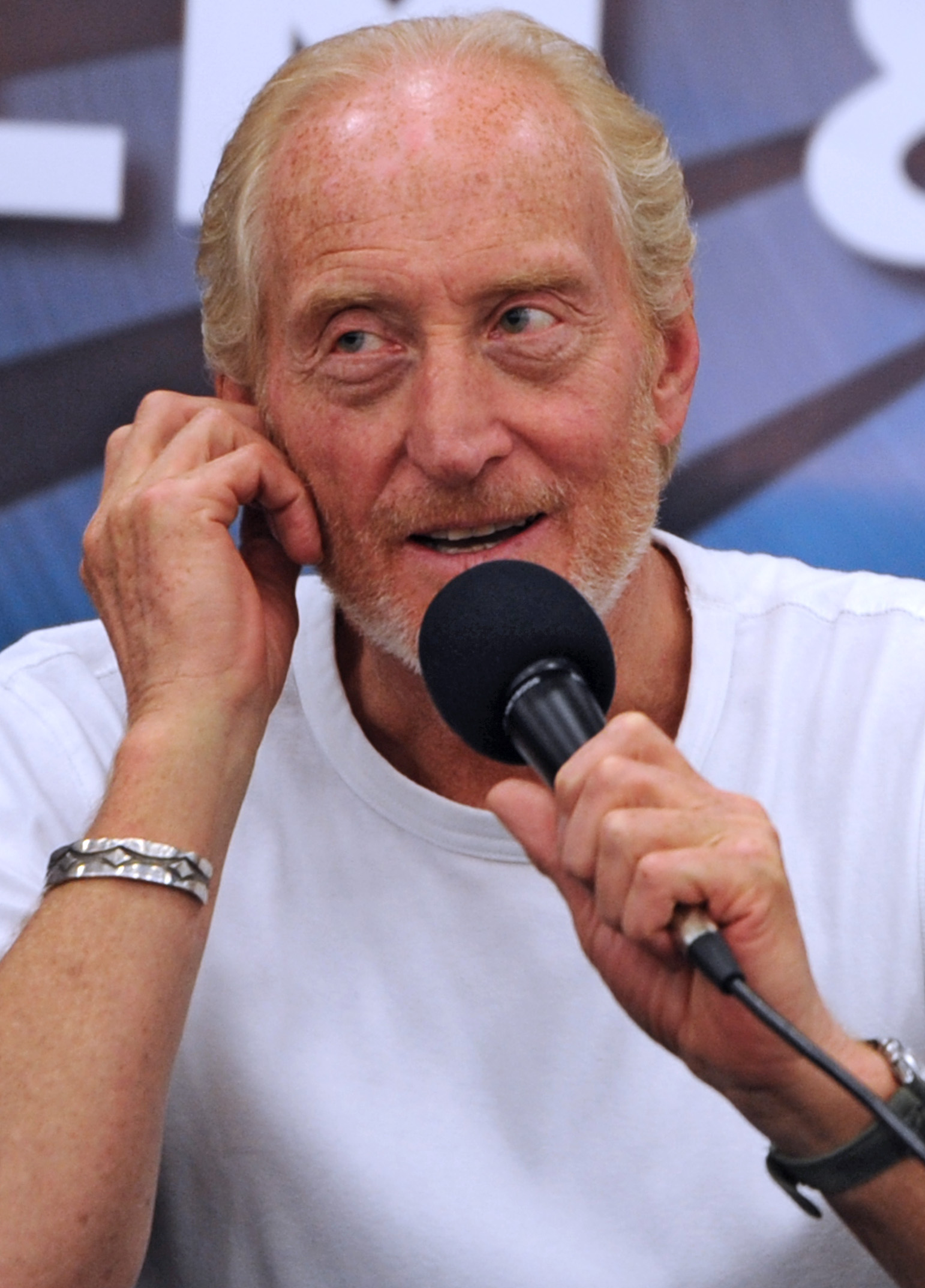
Herec Charles Dance, který se objevil například v Tmavomodrém světě, se poprvé představil jako lord Tywin Lannister

Lord Tywin Lannister (Charles Dance) mluví se svým synem Jaimem (Nikolaj Coster-Waldau) zatímco stahuje jelena (erbové zvíře rodu Baratheonů). Tywin je na Jaimeho naštvaný kvůli tomu, že zaútočil na Neda Starka a jeho družinu, přesto si je jistý, že nadcházející válka je skvělou příležitostí k tomu, aby jeho rod uchvátil trůn a založil vládnoucí dynastii. V Robbovi Starkovi nevidí žádnou hrozbu a nechá rozdělit svoji armádu, aby jedna polovina v čele s Jaimem mohla zaútočit na Řekotočí jako odplatu za to, že Catelyn Stark zajala Tyriona.

### Zimohrad

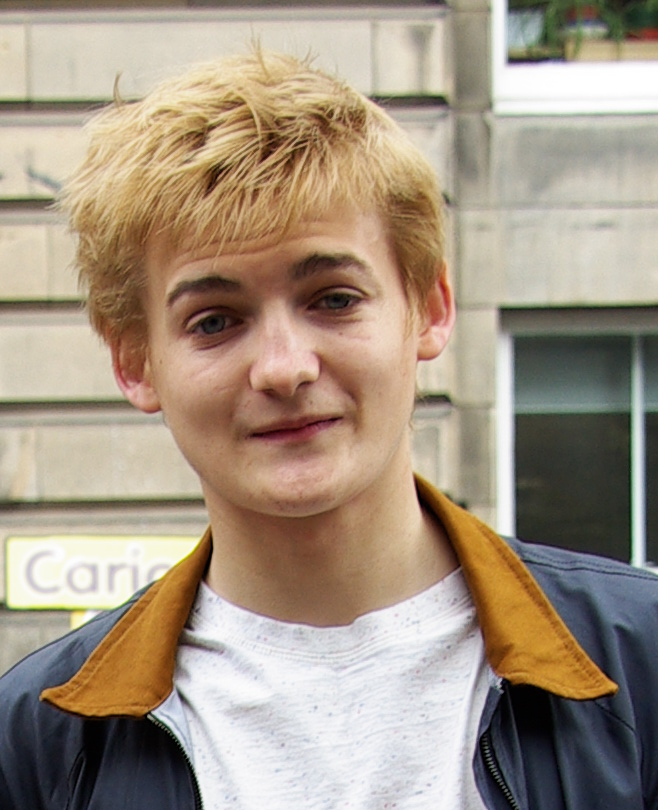
Jack Gleeson, který v seriálu ztvární postavu tyranského prince Joffreyho

Divoká Oša (Natalia Tena) byla zajata Theonem a Robbem a slouží teď na Zimohradě jako služka. Mluví s Theonem Greyjoyem (Alfie Allen), který jí vyhrožuje, ať je ráda, že ji zajali Starkové a ne Železní muži – čekal by na ní mnohem horší osud než služba v kuchyni. Oba vyruší mistr Luwin (Donald Sumpter) a Theona vyžene. Pak se Oši ptá, proč Divocí utíkají ze Severu za Zeď. Oša tvrdí, že je to kvůli Bílým chodcům, kteří skutečně existují a zabíjí její lid, a prohlásí, že každý armáda Sedmi království by měla pochodovat na sever za Zeď.

### Na Zdi
Do Černého hradu se vrací kůň Benjena Starka, ale bez jezdce. Následuje rozdělování nových rekrutů do týmů: Jon (Kit Harington) je ke své nelibosti přiřazen mezi majordomy, ačkoliv vždycky chtěl být průzkumníkem jako jeho strýc Benjen. Myslí si, že za vším stojí ser Alliser Thorne (Owen Teale). Samwell (John Bradley) ale Jona přesvědčí, že je dobře, že byl přiřazen mezi majordomy, může to totiž znamenat, že si z něj lord velitel Mormont (James Cosmo) chce udělat svého nástupce. Všichni rekruti po rozřazení musí složit slavnostní přísahu a Jon a Sam jsou jediní, kteří chtějí svůj slib složit před stromem Starých Bohů (ačkoliv Sam byl vychován ve víře v Sedm; rozhodl se totiž, že když mu Sedm nepřineslo štěstí, možná to dokáží Staří Bohové). Oba dva noví členové Noční hlídky tak jdou i se zlovlkem Duchem na místo. Po odříkání modlitby se odkudsi vynoří Duch, v tlamě s lidskou rukou.

### Ve Vaes Dotrhak
Daenerys (Emilia Clarkeová) mluví s Drogem (Jason Momoa) o Sedmi královstvích a železném trůnu, Drogo se ale rozhodl, že obsazení Sedmi království je pro něj vedlejší a nechce o možné invazi mluvit. Ser Jorah Mormont (Iain Glen) obdrží z Králova přístaviště zprávu od našeptávače Varyse ve které se píše, že se může svobodně vrátit do Sedmi království, protože jeho vyhnanství bylo zrušeno. Jorah si uvědomí, že to není náhodou a když jde khaleesi na trh, následuje ji. Setkají se s obchodníkem s víny, který se Dany snaží vnutit trochu svého nejlepšího vína. Mormont za tím vidí léčku a když obchodníkovi nařídí, aby se první ze sudu napil sám, rychle se ukáže, že víno je otrávené. Khala Drogo je naštvaný, že lidé za Úzkým mořem usilují o smrt jeho manželky a slibuje, že se vydá do Sedmi království a obsadí je pro ni a svého nenarozeného syna.

### Královo přístaviště
Ned Stark (Sean Bean) se setká s Cersei (Lena Headeyová) a přizná se jí, že zjistil, že Joffrey, Myrcella a Tommen nejsou potomky krále, ale jejího bratra Jaimeho. Cersei incest neodmítá a poukazuje na to, že mezi Targaryeny to byla běžná věc a ona se navíc Roberta snažila milovat, jenže on ji neměl nikdy rád – byl zamilovaný do Nedovy zemřelé sestry Lyanny. Eddard navrhne, že jako pobočník dá Cersei volnou cestu k útěku a podpoří ji, až z Králova přístaviště odejde, protože se chystá Robertovi říct pravdu a ví, že král by v rozzuření nenechal svoji manželku a možná ani děti žít.
Lord Renly (Gethin Anthony), mladší bratr Roberta, se urychleně vrací z lovu a informuje Neda, že král byl na lovu poraněn kancem a brzy zemře. Eddard pospíchá do Robertových komnat a vidí, že král ještě žije. Ten vykáže z pokoje všechny kromě Neda a nadiktuje mu svoji poslední vůli, kde se synovi Joffreymu omlouvá za to, že mu nebyl dost dobrým otcem a ustanoví ho za svého nástupce, avšak dokud nebude dostatečně starý, bude za něj vládnout Eddard Stark. Ned ale nepíše přesně to, co mu Robert diktuje: ve větě, díky které by měl Joffrey nezpochybnitelný nárok na trůn, místo „syn Joffrey“ napíše „můj právoplatný dědic“. Král svoji závěť podepíše, aniž by si všiml téhle úpravy. Na smrtelné posteli se Robert omluví za to, že poslal na Daenerys Targaryen vrahy a prosí Neda, aby ji nechal žít.
Když Ned odejde z Robertových komnat, vyhledá ho Renly. Ten se snaží lorda Starka přesvědčit, aby Joffreyho svrhl a dosadil na trůn právě Renlyho. Eddard odmítne: Renly je totiž nejmladší ze tří mladých Baratheonů, větší nárok tedy má prostřední Stannis Baratheon. Napíše Stannisovi na Dračí kámen zprávu, ve které ho informuje o tom, že on je právoplatný dědic Sedmi království, protože otcem Cerseiných dětí není Robert, ale Jaime. Ned také pravdu o původu Cerseiných dětí sdělí Malíčkovi (Aidan Gillen) a ten mu také navrhne zrazení Lannisterů. Eddard opět odmítá a místo toho prosí Baeliše o to, aby mu zajistil věrnost městské hlídky, která bude potřeba v případě, že by se Cersei chtěla dostat k moci.
Král Robert zemřel a Renly Baratheon prchá z města. Za dva týdny se má konat korunovace Joffreyho novým králem. Eddard se proti tomu ohradí a nechá před Cersei i Joffreym (Jack Gleeson) přečíst Robertovu závěť, dle které se lord Stark má stát regentem, dokud nebude princ dost starý na vládnutí. Královna to odmítá a nechá Barristana Selmyho (Ian McElhinney), aby Neda zatkl. V tu chvíli se objeví i městská hlídka a zdá se, že Eddard má navrch, jenže pak se ukáže, že Malíček Neda zradil a je tedy s královnou, stejně jako hlídka. Ned padá do zajetí.

## Natáčení
Scénář pro díl byl napsán hlavními tvůrci celého seriálu Davidem Benioffem a D. B. Weissem na základě knihy Hra o trůny, konkrétně kapitol Eddard XII., Eddard XIII., Jon VI., Eddard XIV. a Daenerys VI. Pro seriály byly navíc vytvořeny dvě scény, které v knize nebyly: setkání Jaimeho a Tywina ve stanu a Malíčkovo setkání v nevěstinci.
V tomto díle se vůbec poprvé objevila postava lorda Tywina Lannistera, kterého ztvárnil britský herec Charles Dance. Údajně byl první volbou filmařů a i George R. R. Martin měl z jeho role dobrý pocit. Jediná scéna Tywina Lannistera v této epizodě byla, když se setkal s Jaimem, zatímco porcoval jelena. Tento jelen byl skutečný a protože Dance neměl před točením scény žádné zkušenosti se stahováním zvířat, musel být nejdříve zaškolen od řezníka.
Většina scén se točila ve studiích nedaleko Belfastu. Nicméně například setkání Neda a Cersei v zahradách Rudé bašty se odehrávalo v maltském Rabatu.